# تجرة (خوانسار)
تجرة هي قرية في مقاطعة خوانسار، إيران. يقدر عدد سكانها بـ 348 نسمة بحسب إحصاء 2016.